# Amants et Voleurs
Pour plus de détails, voir Fiche technique et Distribution.
Amants et Voleurs est un film français de Raymond Bernard sorti en 1935. Bien que reprenant le titre d'un recueil policier de son père Tristan, le film est adapté d'une autre de ses œuvres, Le Costaud des Épinettes : Raymond Bernard avait déjà réalisé une adaptation muette de cette pièce en utilisant ce titre, en 1923.

## Synopsis
Fils de famille distingué, Claude Brévin a dilapidé sa fortune, et cherche en vain du travail à Paris. Un compagnon de rencontre le présente au père Tabac, qui tient un bar louche et recrute d'anciens détenus pour leur confier des missions douteuses. Aux abois financièrement, Claude se fait passer pour un dur. Le père Tabac le met en relation avec un nommé Doizeau qui lui propose 20.000 francs pour éliminer à l'arme blanche une artiste de music-hall, Irma Lurette, présentement en tournée sur la Côte d'Azur, qui est surtout intéressée par la "galette" de ses prétendants.
Avant de la tuer, Claude devra récupérer un paquet de lettres compromettantes qu'elle détient, écrites par un de ses anciens amants qui est sur le point de se marier avantageusement. Le plan machiavélique se déroule comme prévu ; mais au dernier moment, Claude s'aperçoit qu'il est incapable de commettre un meurtre de sang-froid. De plus, il s'est épris d'Irma. Après lui avoir tout avoué, il remet les lettres compromettantes à Doizeau, d'un commun accord avec Irma, et tous deux partent ensemble à l'étranger, bien décidés à profiter des 20.000 francs de rétribution pour un assassinat qui n'aura pas eu lieu.

## Fiche technique
- Réalisation : Raymond Bernard
- Scénario : Raymond Bernard et Henri Diamant-Berger, d'après la pièce de théâtre Le Costaud des Épinettes, de Tristan Bernard et Alfred Athis, créée le 14 avril 1910 au théâtre du Vaudeville, à Paris
- Décors : Jean Perrier
- Photographie : Joseph-Louis Mundwiller et René Ribault
- Son : Antoine Archimbaud
- Musique : Jean Lenoir
- Pays :  France
- Société de production : Les Productions Odéon
- Format : Noir et blanc - Son mono - 1,33:1
- Durée : 90 minutes
- Dates de sortie : 
  - France : 15 novembre 1935

## Distribution
- Pierre Blanchar : Claude Brévin
- Florelle : Irma Lurette
- Michel Simon : Doizeau
- Arletty : Agathe
- Milly Mathis : La femme de chambre
- Jean Wall : Gabriel
- Jean Joffre : Le père Tabac
- Raymond Aimos : un clochard
- Abel Jacquin : Le baron de Rouget
- Paul Azaïs : Valtier
- Maximilienne : Mme Doizeau
- André Nicolle
- Marguerite de Morlaye
- Paul Demange
- Eugène Stuber
- Hubert Daix
- Eugène Gabriel Mansuelle
- Viola Vareyne